# Simris landskommun
Simris landskommun var en tidigare kommun i dåvarande Kristianstads län.

## Administrativ historik
Kommunen bildades i Simris socken i Järrestads härad i Skåne när 1862 års kommunalförordningar trädde i kraft.
19 oktober 1894 inrättades här och i Östra Nöbbelövs landskommun Branteviks municipalsamhälle.
1945 uppgick kommunen i Simris-Nöbbelövs landskommun som 1952 uppgick i Simrishamns stad som 1971 ombildades till Simrishamns kommun.

## Politik

### Mandatfördelning i Simris landskommun 1938-1942
| 6 | 10 | 4 |

| 19 |

| 7 | 9 | 4 |

| 20 |